# 卡爾福斯 (馬里蘭州)
卡爾福斯（英語：Cearfoss）是位於美國馬里蘭州華盛頓縣的一個普查規定居民點。

## 人口
根據2020年美國人口普查的數據，卡爾福斯的面積為0.52平方千米，當中陸地面積為0.52平方千米，而水域面積為0.00平方千米。當地共有人口176人，而人口密度為每平方千米338.46人。